# Colección Arqueológica de Ajarnés
La Colección Arqueológica de Ajarnés es una colección o museo de Grecia ubicada en la localidad de Ajarnés, en la región del Ática.
Esta colección se fundó en 1982 e inicialmente se expuso junto con el museo folclórico en el edificio de el antiguo ayuntamiento. Este edificio fue dañado por un terremoto en 1999 y, por ello, desde 2006 se expone en un edificio situado enfrente del ayuntamiento.

## Colecciones
Esta colección comprende objetos de uso cotidiano encontrados en antiguas casas, herramientas, ajuares funerarios, obras públicas de la Antigüedad y ofrendas y elementos de los antiguos santuarios. Abarcan periodos comprendidos entre el neolítico y la época bizantina procedentes de la antigua Acarnas y del noroeste del Ática.  
Con respecto a los aspectos históricos de la antigua Acarnas, la exposición aporta información sobre sus antiguos monumentos, las diversas infraestructuras de la ciudad como los sistemas de transporte de agua y alcantarillado, la vida cotidiana de sus habitantes, el antiguo teatro y la tumba abovedada micénica de Menidi —pese a que los objetos que se encontraron en esta última se hallan en el Museo Arqueológico Nacional de Atenas.
Entre los restantes sitios arqueológicos de los que se expone su historia se encuentran la «cueva de Pan», la llamada «tumba de Sófocles», las fortalezas de Filí y de Lipsidrio, los santuarios de Heracles y de Dioniso, la muralla Dema y Palekastro.    
Uno de los objetos singulares más destacados de la colección es una crátera de figuras rojas del 470-460 a. C. donde se representa a Nike dando un premio al vencedor de una prueba de pentatlón.